# フィリップ・ヴィルヘルム (プファルツ選帝侯)
フィリップ・ヴィルヘルム（Philipp Wilhelm, 1615年10月4日 - 1690年9月2日）は、プファルツ選帝侯（在位：1685年 - 1690年）。元はプファルツ＝ノイブルク公（在位：1653年 - 1690年）、ユーリヒ＝ベルク公（在位：同）であった。

## 生涯
父はプファルツ＝ノイブルク公ヴォルフガング・ヴィルヘルム、母はバイエルン選帝侯マクシミリアン1世の妹マグダレーネである。スウェーデン王カール10世は又従弟に当たる。
1685年、カール2世が嗣子なくして死去したため、プファルツ選帝侯位を継承した。フリードリヒ3世からカール2世に至るプファルツ＝ジンメルン家系のプファルツ選帝侯はいずれもプロテスタントであったが、フィリップ・ヴィルヘルムの継承によってカトリックに戻ることになった。
遠縁のフィリップ・ヴィルヘルムによる選帝侯位継承に対して、フランス王ルイ14世は王弟オルレアン公フィリップ1世の妃でカール2世の妹であるエリザベート・シャルロットの継承権を主張し、ラインラントへ侵攻した。これを契機として、反仏同盟であるアウクスブルク同盟諸国とフランスとの間でアウクスブルク同盟戦争（プファルツ継承戦争ともいう）が勃発した。既に高齢だったフィリップ・ヴィルヘルムは、戦争中に没した。

## 子女
最初の妃、ポーランド王（一時スウェーデン王も兼ねた）ジグムント3世の娘アンナ・カタジナ・コンスタンツィアとは1642年に結婚したが、1651年に死別した。1645年に唯一生まれた男子は誕生後すぐに死亡している。
1653年にヘッセン＝ダルムシュタット方伯ゲオルク2世の娘エリーザベト・アマーリア・マグダレーネと再婚した。2人は1655年から1679年までの24年間に16子を儲けた。息子のうち2人が相次いで選帝侯位を継承したが、いずれも男子が得られずにプファルツ＝ノイブルク家は断絶した。娘達は各国の君主の妃となった。
- エレオノーレ・マグダレーネ・テレーゼ（1655年 - 1720年） - 神聖ローマ皇帝レオポルト1世の皇后
- マリア・アーデルハイト・アンナ（1656年）
- ゾフィー・エリーザベト（1657年 - 1658年）
- ヨハン・ヴィルヘルム（1658年 - 1716年） - プファルツ選帝侯
- ヴォルフガング・ゲオルク・フリードリヒ（it, 1659年 - 1683年） - ケルン補佐司教
- ルートヴィヒ・アントン（de, 1660年 - 1694年） - ヴォルムス司教
- カール3世フィリップ（1661年 - 1742年） - プファルツ選帝侯
- アレクサンダー・ジギスムント（de, 1663年 - 1737年） - アウクスブルク司教
- フランツ・ルートヴィヒ（1664年 - 1737年） - トリーア大司教、マインツ大司教
- フリードリヒ・ヴィルヘルム（1665年 - 1689年） - ミュンスター司教座参事会員
- マリー・ゾフィー・エリーザベト（1666年 - 1699年） - ポルトガル王ペドロ2世の王妃
- マリー・アーデルハイト・アンナ（1667年 - 1740年） - スペイン王カルロス2世の王妃
- フィリップ・ヴィルヘルム・アウグスト（1668年 - 1693年）
- ドロテア・ゾフィー（1670年 - 1748年） - パルマ公子オドアルド2世の妃、後にパルマ公フランチェスコの妃
- ヘートヴィヒ・エリーザベト・アマーリア（1673年 - 1722年） - ポーランド王ヤン3世の長男ヤクプ・ルドヴィク・ソビェスキと結婚
- レオポルディーネ・エレオノーレ（1679年 - 1693年）